# Mercialys
Mercialys è una società immobiliare francese che possiede e gestisce beni immobili. È stata fondata nel 2005 dalla società di vendita al dettaglio Groupe Casino.
Mercialys affitta i suoi immobili (principalmente centri commerciali, ristoranti self-service e altri punti vendita) a società di vendita al dettaglio in modo che possano venderli.